# Bleekgroen leermos
Bleekgroen leermos (Peltigera leucophlebia) is een korstmos uit de familie Peltigeraceae. Het fotobiont is Nostoc.

## Determinatie

### Uiterlijke kenmerken
Bleekgroen leermos is een bladvormig korstmos met een diameter van 5–15 cm. De lobben zijn afgeplat en langwerpig, met een breedte van 1–3 cm en lengte tot 4 cm, soms overlappend of gescheiden. De bovenkant van het thallus varieert van grijs of blauwachtig grijs tot bruin wanneer droog, en heldergroen wanneer nat, met een gladde textuur. De onderkant is wit met vertakte aderen en rhizinen. Apotheciën komen vrij zeldzaam voor. Ze zijn rond tot langwerpig, met een gladde tot gekartelde rand en donkerbruine tot zwarte schijven.
Het heeft geen kenmerkende kleurreacties.

### Microscopische kenmerken
De ascosporen zijn kleurloos tot bleekbruin, langwerpig en 3(–5) septaat.

### Gelijkende taxa
Bleekgroen leermos werd oorspronkelijk beschouwd als een variëteit van grasgroen leermos. Het kan worden onderscheiden door zijn dikke thallus, niet-geaderde onderzijde en aanwezigheid van groene corticale plekken onder de apotheciën.

## Ecologie
Het korstmos groeit voornamelijk in het bergachtige gebied tot boven de boomgrens op schaduwrijke (vochtige) locaties tussen mossen of op rotsen (zowel carbonaat- als silicaatgesteente).

## Verspreiding
Het komt voor in gematigde en boreale gebieden van Noord-Amerika, Europa en Azië. In Nederland kwam bleekgroen leermos voor, maar is sinds 1900 niet meer waargenomen. Het staat op de Nederlandse Rode Lijst in de categorie verdwenen.

## Toepassing
Het korstmos werd voorheen gebruikt als laxeermiddelen en wormafdrijvend middel onder de naam Herba musci cumatilis.